# Rakuskie Turnie

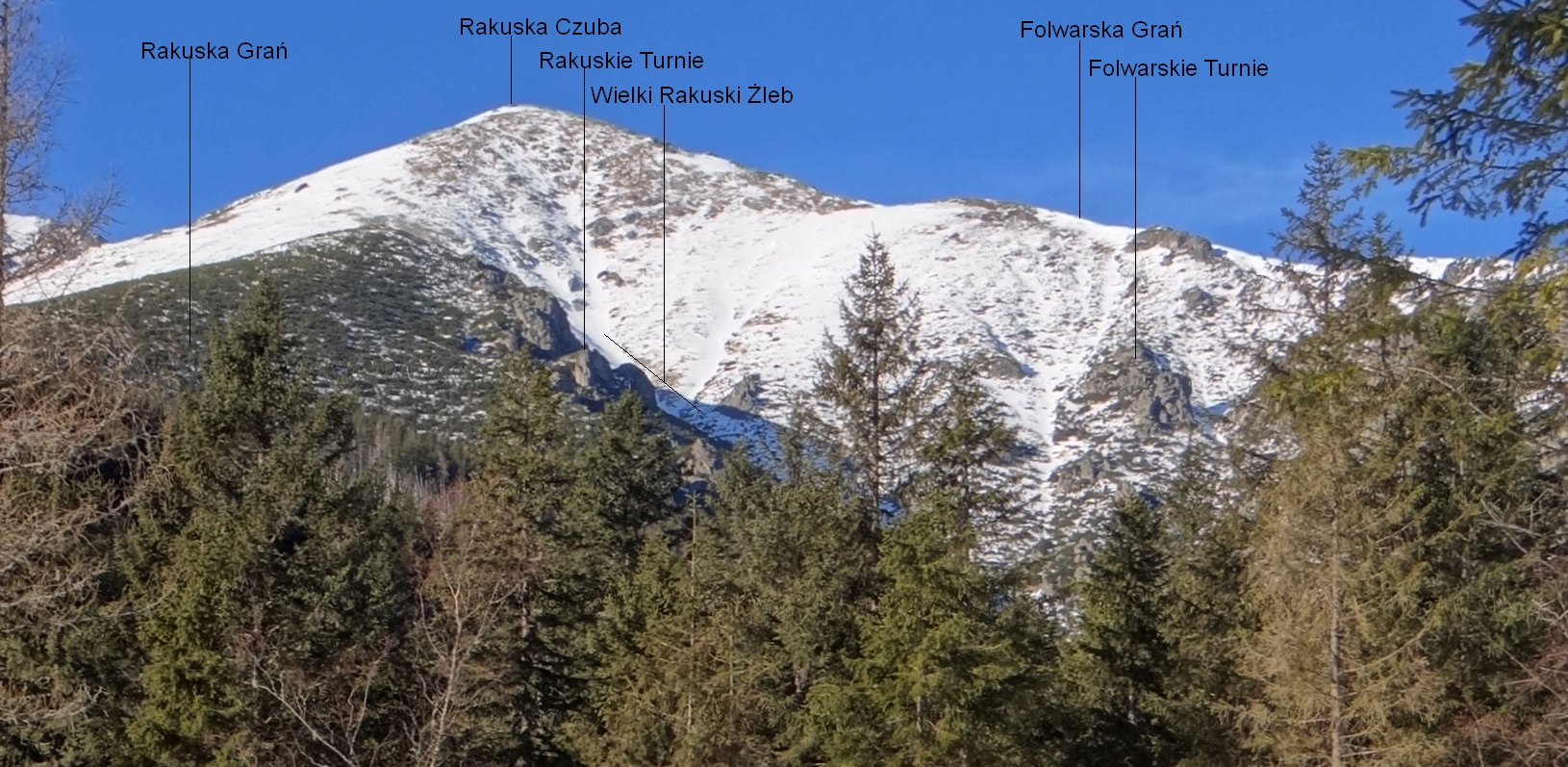
Widok z Doliny Kieżmarskiej

Rakuskie Turnie – grupa turni w Rakuskiej Grani w Tatrach Słowackich. Znajdują się na jej północnym zboczu opadającym do Wielkiego Żlebu Rakuskiego. Zbocze to nosi nazwę Rakuskiego Upłazu. Dołem porasta go las, wyżej kosodrzewina i trawy.
Nazwa Rakuskich Turni i wszystkich obiektów w Rakuskiej Grani pochodzi od słowackiej wsi Rakusy. Rakuskie Turnie są widoczne ze szlaku turystycznego wiodącego Doliną Kieżmarską. Na przeciwległym zboczu Wielkiego Rakuskiego Żlebu (w Folwarskiej Grani) znajdują się Folwarskie Turnie.